# Glossosoma kiritchenkoi
Glossosoma kiritchenkoi är en nattsländeart som först beskrevs av Martynov 1927.  Glossosoma kiritchenkoi ingår i släktet Glossosoma och familjen stenhusnattsländor. Inga underarter finns listade i Catalogue of Life.